# 2006年冬季残疾人奥林匹克运动会拉脱维亚代表团
2006年冬季残疾人奥林匹克运动会拉脱维亚代表团是拉脱维亚派出的2006年冬季残疾人奥林匹克运动会代表团。未获得奖牌。